# Ratusz w Novym Strašecí

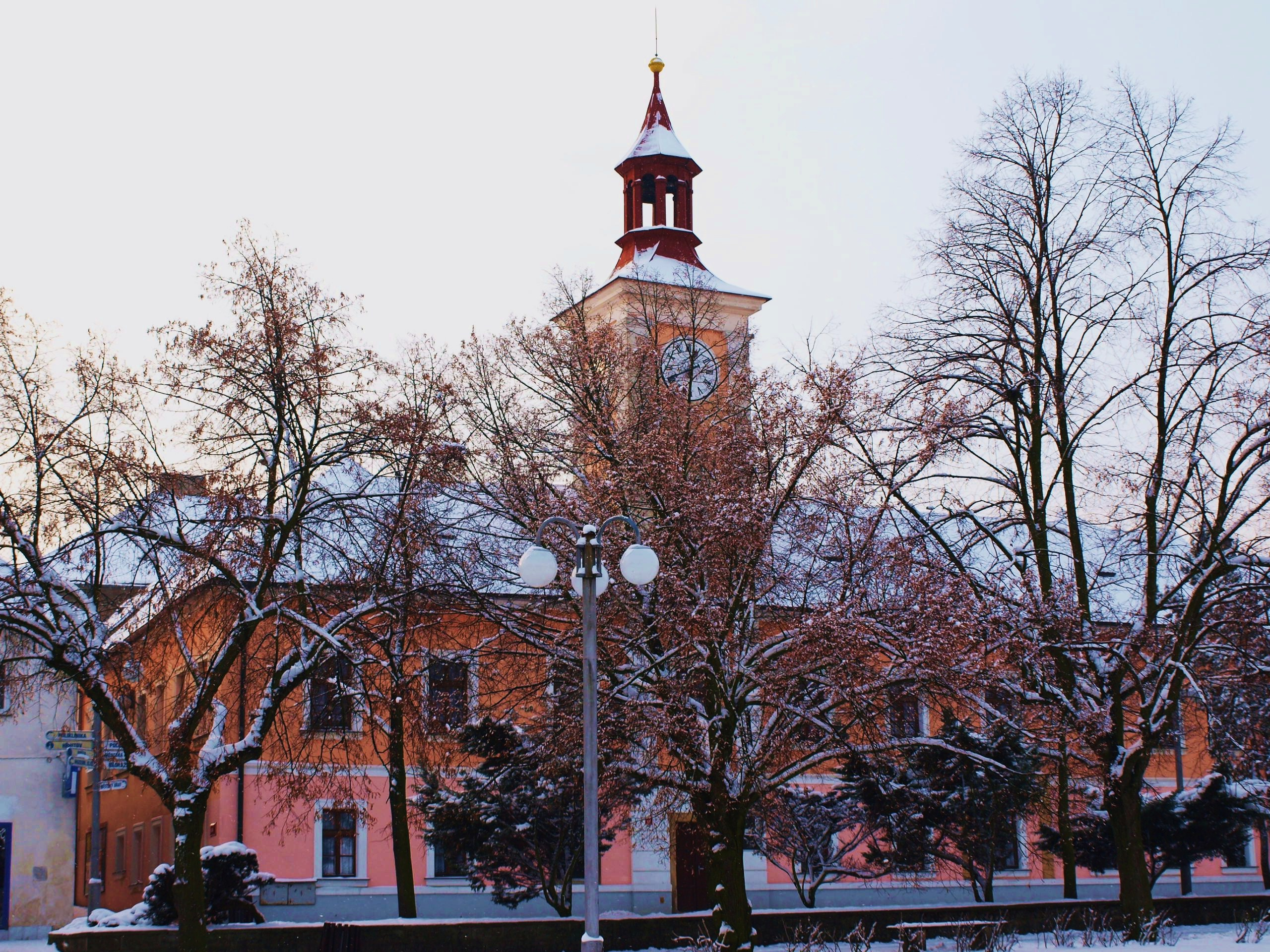
Ratusz w Novym Strašecí

Ratusz w Novym Strašecí – budynek ratusza położony w miejscowości Nové Strašecí, w Czechach, na głównym miejskim placu J. A. Komenského.
Trzy skrzydłowy budynek z wieżą dominuje w południowo-zachodniej części placu, jest jednym z najstarszych i najbardziej okazałych budynków placu i miasta. Pochodzi z okresu renesansu (o czym świadczą kamienny portal, który był zasłonięty do 1990 przed całkowitą przebudową budynku), a już w roku 1633 posiadał wieżę ratuszową.
Górne piętro ratusza zajmuje Rada Miasta, na dole istniała kiedyś gospoda i więzienie.